# Acanthocreagris heurtaultae
Espèce
Acanthocreagris heurtaultae est une espèce de pseudoscorpions de la famille des Neobisiidae.

## Distribution
Cette espèce est endémique de Provence-Alpes-Côte d'Azur en France. Elle se rencontre à Évenos dans la grotte de l'Homme Fère ou Baume Fère.

## Description
Le mâle holotype mesure 2,5 mm.

## Systématique et taxinomie
Cette espèce a été décrite par Gardini en 2022.

## Étymologie
Cette espèce est nommée en l'honneur de Jacqueline Heurtault.

## Publication originale
- Gardini, 2022 : « Two new species of Acanthocreagris from Corsica and mainland France, and notes on some congeneric species (Pseudoscorpiones: Neobisiidae). » Fragmenta Entomologica, vol. 54, no 1, p. 119–132.